# Stabkirche von Hylestad

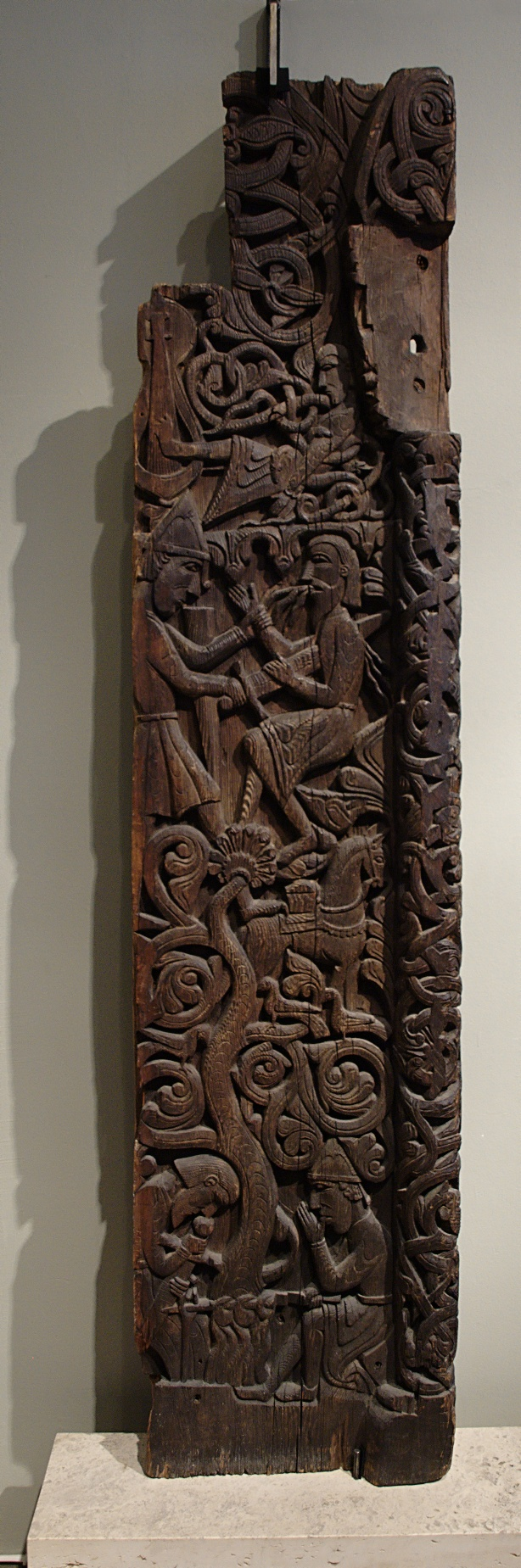
Holzschnitzereien der zweiten Kirchentür

Die Stabkirche von Hylestad war eine Stabkirche in Hylestad bei Rysstad im Setesdal in der Fylke Agder in Norwegen. Die Kirche wurde im späten 12. oder frühen 13. Jahrhundert erbaut und im 17. Jahrhundert abgerissen. Einige der komplexen Holzschnitzereien der Kirchentür wurden gerettet. Sie sind im Museum für Kulturgeschichte in Oslo ausgestellt.

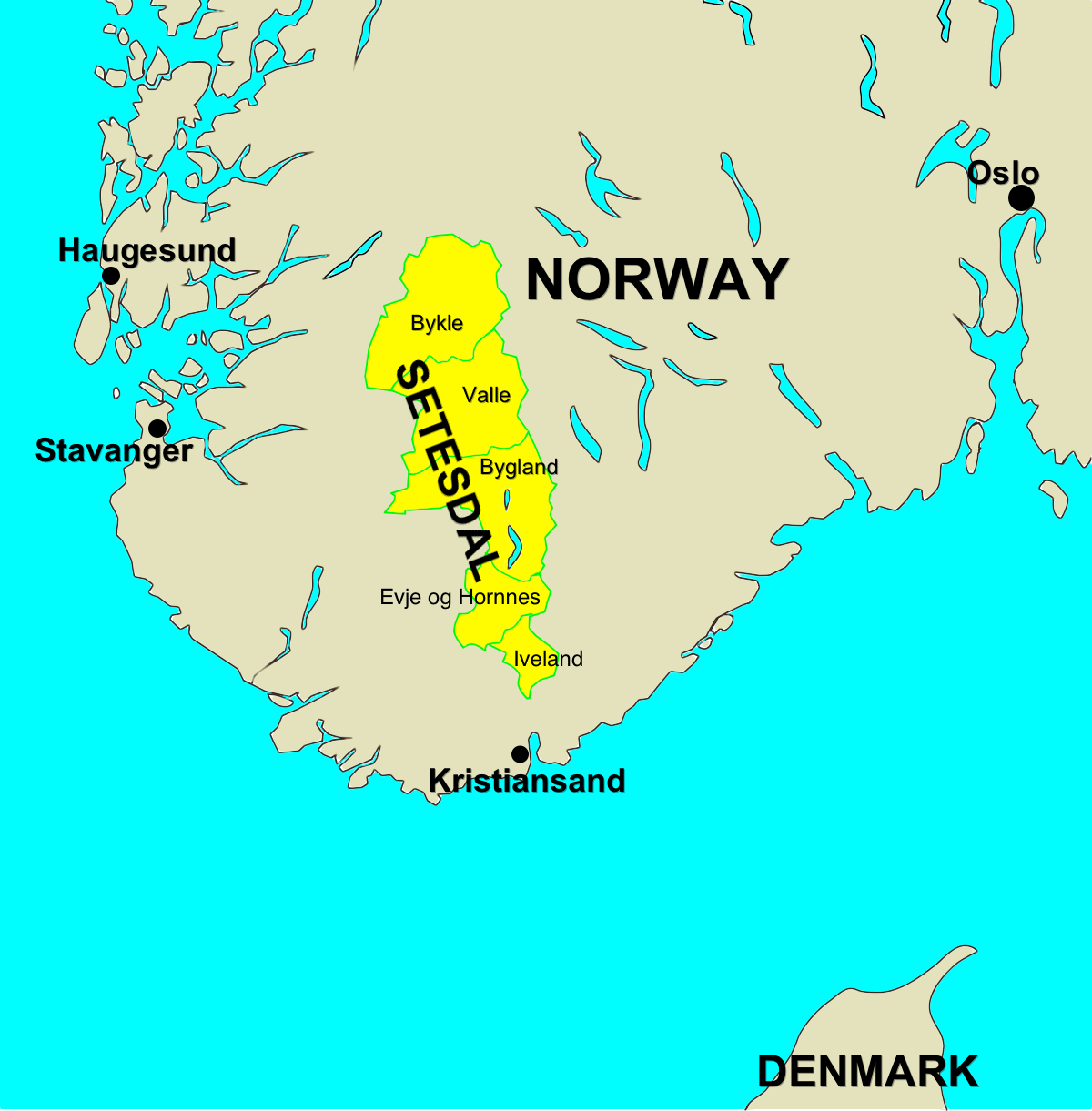
Karte

Die Holzschnitzereien in zwei ehemaligen Türblättern zeigen sieben Szenen aus der Legende von Sigurd Fåvnesbane, drei in der einen und vier Szenen in der anderen. Aufgrund der Kleidung und Ausrüstung wurden die Tafeln in die zweite Hälfte des 12. Jahrhunderts datiert.
Die Figuren und Medaillons auf Hylestad I und die Rebe auf Hylestad II weisen Parallelen zu englischen und französischen Manuskripten um 1170 n. Chr. auf.
Eine Szene zeigt Sigurd (der einen Helm trägt) und Reginn (der einen Bart trägt) in der Schmiede.
Eine Szene zeigt Sigurd, der das Schwert Gran hält.
Eine Szene zeigt, wie Sigurd den Drachen tötet.
Die vierte Szene, (von unten nach oben gezählt) die sich auf der zweiten Türverkleidung befindet, zeigt Sigurd, der das Herz des Drachen brät und das Blut an seinem Daumen ablutscht, während Reginn zu schlafen scheint.
In der fünften Szene steht Sigurds Pferd Grani und trägt Fafnirs Schatz. Zwei Vögel sitzen in den Zweigen eines Baumes. Die Vögel gehören wahrscheinlich zu der Gruppe, deren Sprache Sigurd verstand. Diese Szene kombiniert Elemente der Legende, die vor und nach der Ermordung Reginn stattfand.
In der sechsten Szene tötet Sigurd Regin mit seinem Schwert.
Der Ausschnitt in dem Sigurd Reginn tötet, war Basis für eine norwegische Briefmarke.
Die siebte Szene zeigt Sigurds Schwager Gunnar in der Schlangengrube, der mit den Füßen eine Harfe spielt, um die Schlangen zu beruhigen.

Holzschnitte
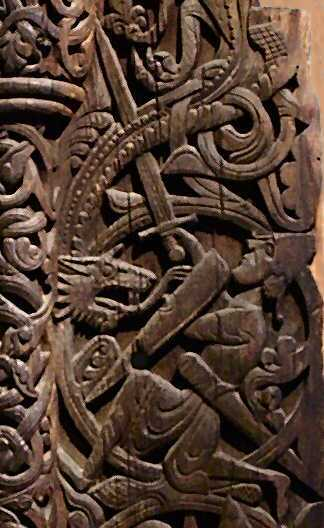
Sigurd tötet Fafnir
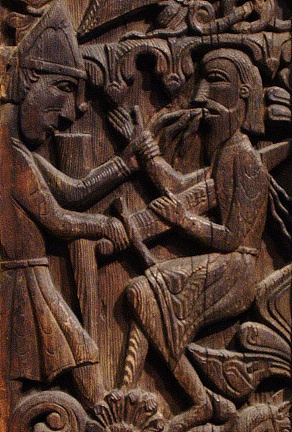
Sigurd tötet Reginn
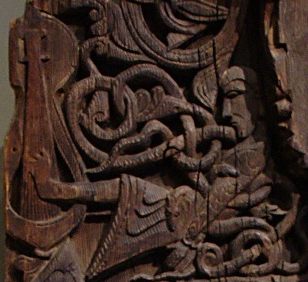
Gunther in der Schlangengrube
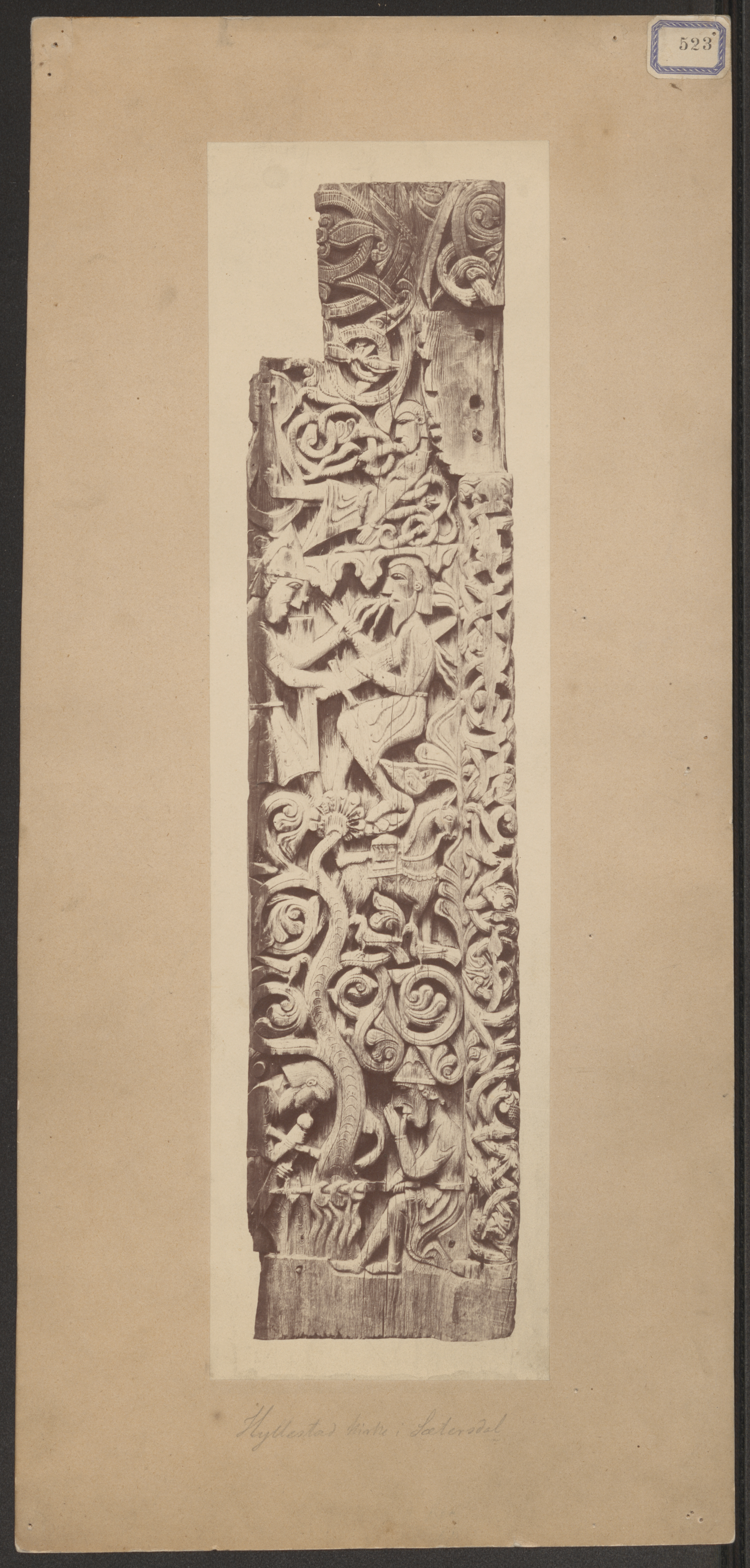
Hylestadportal
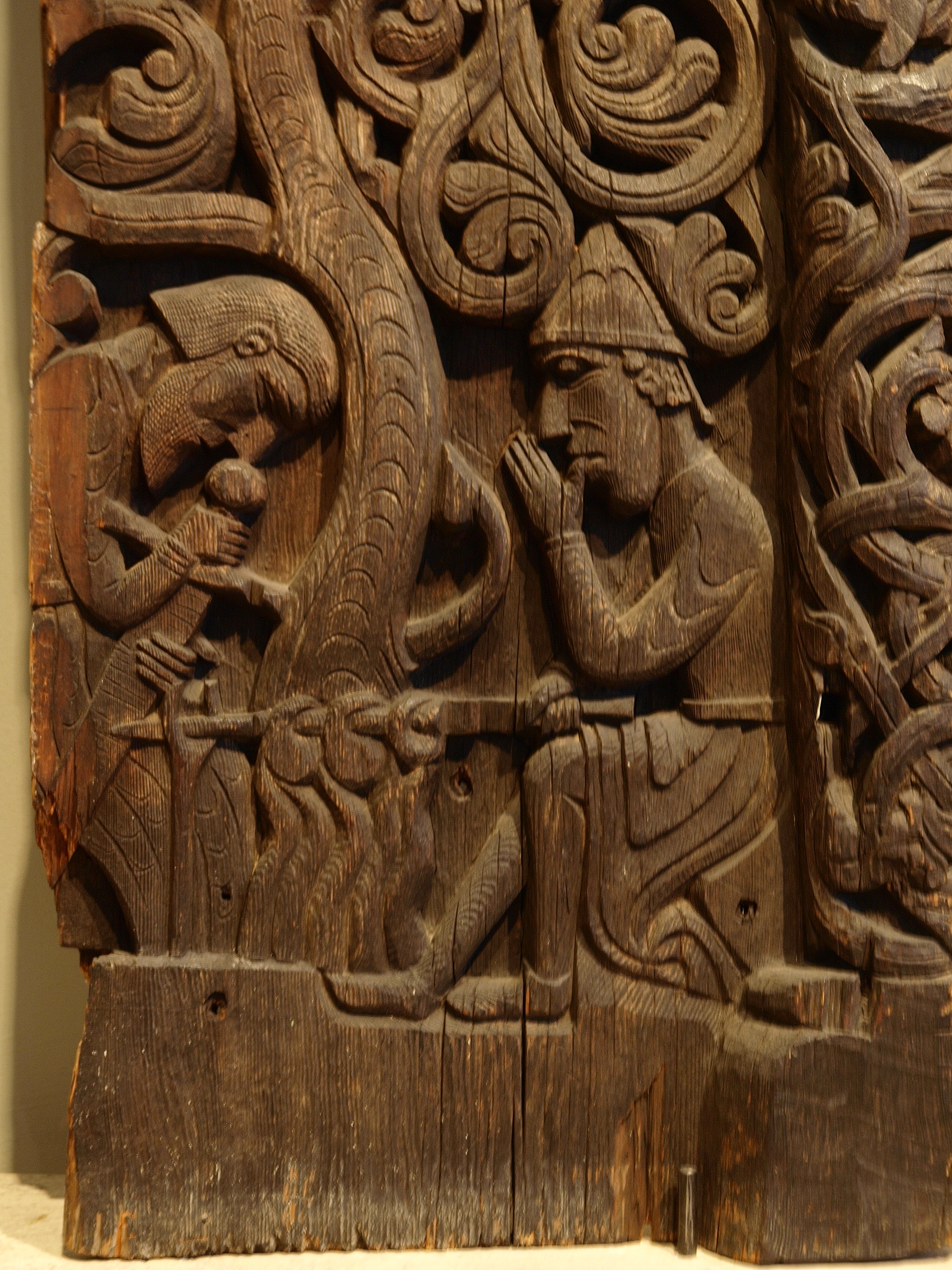
Sigurd leckt das Blut ab
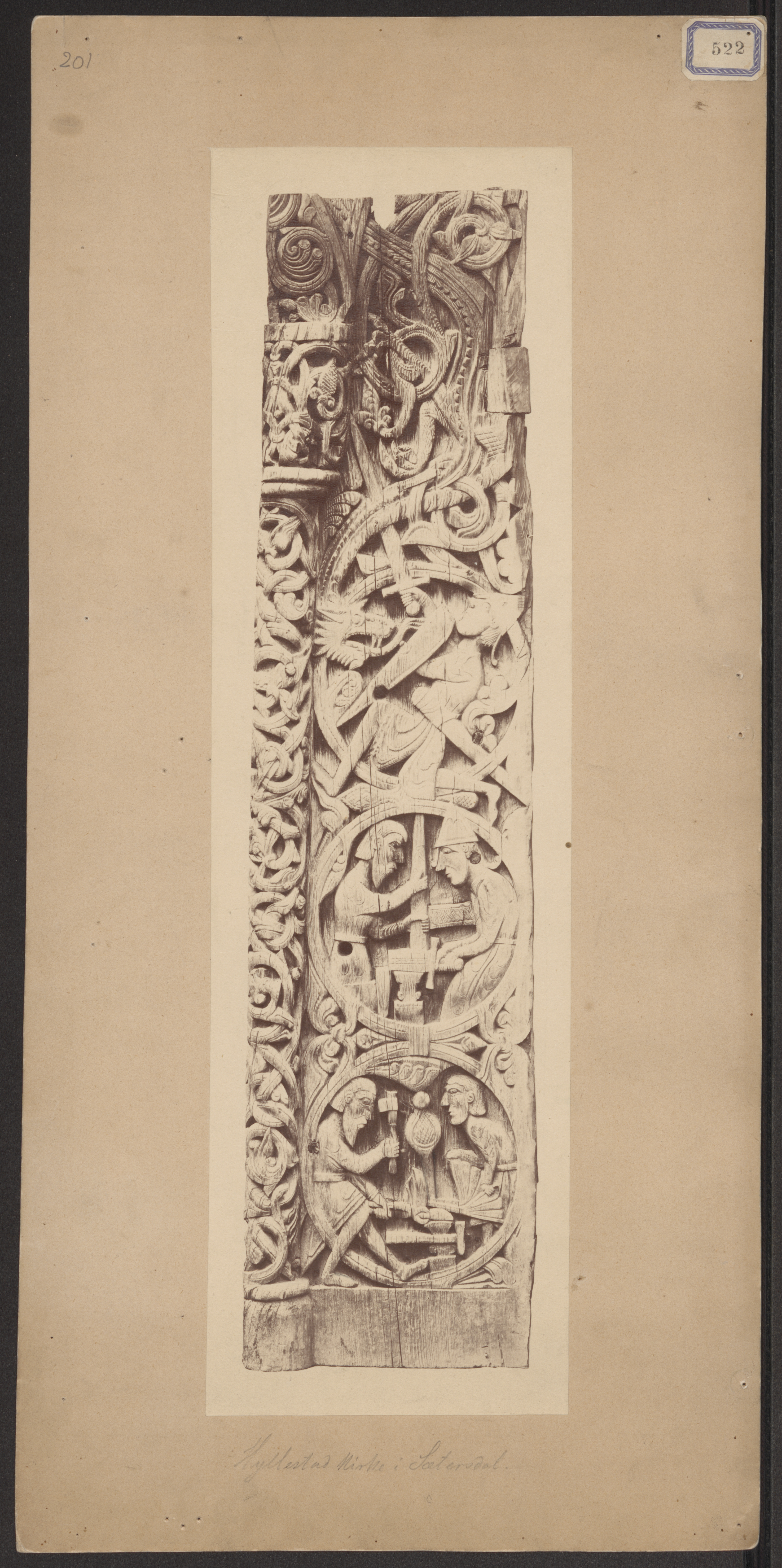
Hylestadportal